# Епархия Амбандзы
Епархия Амбандзы (лат.  Dioecesis Ambaniaënsis) — епархия Римско-Католической церкви с центром в городе Амбандза, Мадагаскар. Епархия Амбандзы входит в митрополию Анцирананы.

## История
4 сентября 1848 года Святой Престол учредил апостольскую префектуру Островов Майотта, Носси-Бе и Коморских Островов, выделив её из апостольской префектуры Мадагаскара (сегодня — Архиепархия Антананариву).
14 июня 1938 года апостольская префектура Островов Майотта, Носси-Бе и Коморских Островов была переименована в апостольскую префектуру Амбандзы.
8 марта 1951 года Римский папа Пий XII выпустил буллу Ad potioris dignitatis, которой преобразовал апостольскую префектуру Амбандзы в апостольский викариат.
14 сентября 1955 года Римский папа Пий XII выпустил буллу Dum tantis, которой преобразовал апостольский викариат Амбандзы в епархию.
5 июня 1975 года епархия Амбандзы передала часть своей территории для возведения апостольской администратуры Коморских островов (сегодня — Апостольский викариат Коморских островов).

## Ординарии епархии
- епископ Каллисто Лопино (15 мая 1932 — 1937);
- епископ Леон-Адольф Мессмер (12 ноября 1937 — 5 июня 1975);
- епископ Фердинан Боци (8 июля 1976 — 25 октября 1997);
- епископ Одон Мари Арсен Разанаколона (28 ноября 1998 — 7 декабря 2005) — назначен архиепископом Антананариву;
- епископ Розарио Саро Велла (7 ноября 2007 — настоящее время).

## Источник
- Annuario Pontificio, Libreria Editrice Vaticana, Città del Vaticano, 2003, ISBN 88-209-7422-3
- Булла Ad potioris dignitatis, AAS 43 (1951), стр. 533  (лат.)
- Булла Dum tantis, AAS 48 (1956), стр. 113  (лат.)